# Tótvázsony, Veszprém
Tótvázsony  este un sat în districtul Veszprém, județul Veszprém, Ungaria, având o populație de 1.278 de locuitori (2011). 

## Demografie
Componența etnică a satului Tótvázsony
     Maghiari (92,34%)
     Germani (6,77%)
     Necunoscut (0,24%)
     Romi (0,65%)
     Alții (0,24%)
Componența confesională a satului Tótvázsony
     Romano-catolici (55,01%)
     Reformați (16,28%)
     Fără religie (8,14%)
     Luterani (1,25%)
     Necunoscută (19,33%)
     Alte religii (0,7%)
Conform recensământului din 2011, satul Tótvázsony avea 1.278 de locuitori. Din punct de vedere etnic, majoritatea locuitorilor (92,34%) erau maghiari, cu o minoritate de germani (6,77%). Apartenența etnică nu este cunoscută în cazul a 0,24% din locuitori.  Din punct de vedere confesional, majoritatea locuitorilor (55,01%) erau romano-catolici, existând și minorități de reformați (16,28%), persoane fără religie (8,14%) și luterani (1,25%). Pentru 19,33% din locuitori nu este cunoscută apartenența confesională.